# مقاطعة بولك (مينيسوتا)
مقاطعة بولك (بالإنجليزية: Polk County)‏ هي إحدى مقاطعات ولاية مينيسوتا في الولايات المتحدة الأمريكية.